# Johann Thomas Freigius

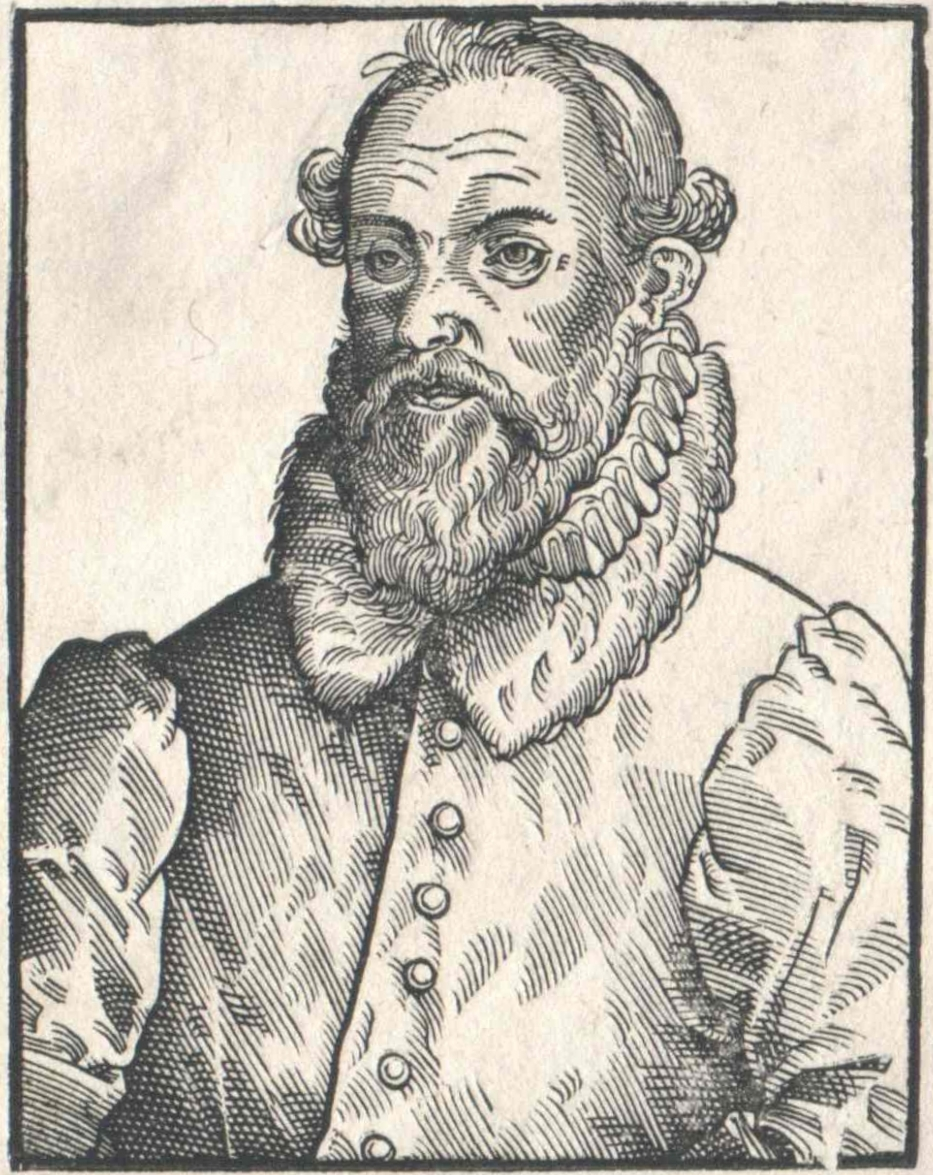
Johann Thomas Freigius

Johann Thomas Freigius, ook wel Frey of Frigius genoemd, (* 1543 in Freiburg im Breisgau; 16. januari 1583 in Bazel) was een Duitse filosoof van de late scholastiek die zich steeds meer baseerde op Petrus Ramus en in conflict kwam met het kerkbestuur. Freigius onderwees en schreef over verschillende disciplines. Hij was de bedenker van het begrip psychologie.

## Leven
Freigius studeerde in Freiburg aan de kunstenfaculteit, d.w.z. de basisstudie voor de hogere faculteiten, en behaalde zijn Magister in 1559. Naar verluidt was hij temperamentvol en kon hij zich niet goed aanpassen. Na zijn benoeming in de vakgebieden dialectiek, Latijnse grammatica en jurisprudentie zou hij zich niet aan het voorgeschreven curriculum hebben gehouden en weigerde hij om de destijds vereiste eed af te leggen op het Tridentinum, de decreten van het Concilie van Trente.
Hij verhuisde in 1567 naar Bazel, waar hij retorica onderwees en promoveerde in de rechten. Hier ontmoette hij Peter Ramus en werd zijn volgeling.  In 1570 was hij terug in Freiburg als buitengewoon professor in de dialectiek en politiek. Hij werd benoemd tot hoogleraar in de ethiek in 1571 en in het Organon in 1573. Omdat hij Ramus vereerde, die in 1572 tijdens de Bartholomeusnacht was gestorven, werd Freigius voor mogelijke hugenoot of calvinist gehouden, wat hem onder meer in conflict bracht met het universiteitsbestuur en het Kerkbestuur. In 1575 gaf de senaat van de universiteit hem een onderwijsverbod. Freigius ging terug naar Bazel. Van 1576 tot 1582 was hij rector van de middelbare school in Altdorf. Daarna keerde hij nogmaals terug naar Bazel, werkte als corrector in de drukkerij van  Sebastian Henricpetri en stierf in 1583 aan de pest.

## Werk

### Aristotelisme en Ramisme
Centraal doel van het Ramisme was om de verschillende takken van wetenschap volgens de dialectische methode te ordenen. De meeste publicaties van Freigius waren hiervoor bedoeld. Onder invloed van Ramus breidden de aandachtsgebieden zich uit: van dialectiek, retorica en filologie tot aan wiskunde, natuurwetenschappen en jurisprudentie. Het formalisme van het scholastisch-deductieve denken is te herkennen aan de schematische opbouw van de stof; het is de didactiek van de leerboeken van die tijd. Freigius publiceerde geschriften van Peter Ramus en schreef een Vita Rami.

### Psychologie
In zijn Quaestiones εωθιναι και δειλιναι seu logicae et ethicae (Bazel 1574) komt het woord psychologia voor het eerst in druk voor.  Waarschijnlijk kende Freigius het boek van een andere Freiburgse geleerde, Gregor Reisch (1470-1525), heel goed. Zijn Margarita philosophica, de parel van de filosofie, wordt beschouwd als de oudste gedrukte encyclopedie in het Duitse taalgebied (Freiburg, 1503). Vergeleken met Freigius bevat hij een gedifferentieerde classificatie (philosophy partitio) en op meer dan 130 gedrukte pagina's (Liber IX tot XI) onderwerpen die tegenwoordig tot de psychologie behoren. Ingedeeld is er volgens de triade van het geestesvermogen: De potentiis animae vegetativae (sensitivae, intellectivae); aanverwante psychologische onderwerpen staan in het hoofdstuk De origine rerum naturalium zowel als in de moraalfilosofie.

## Geschriften (selectie)

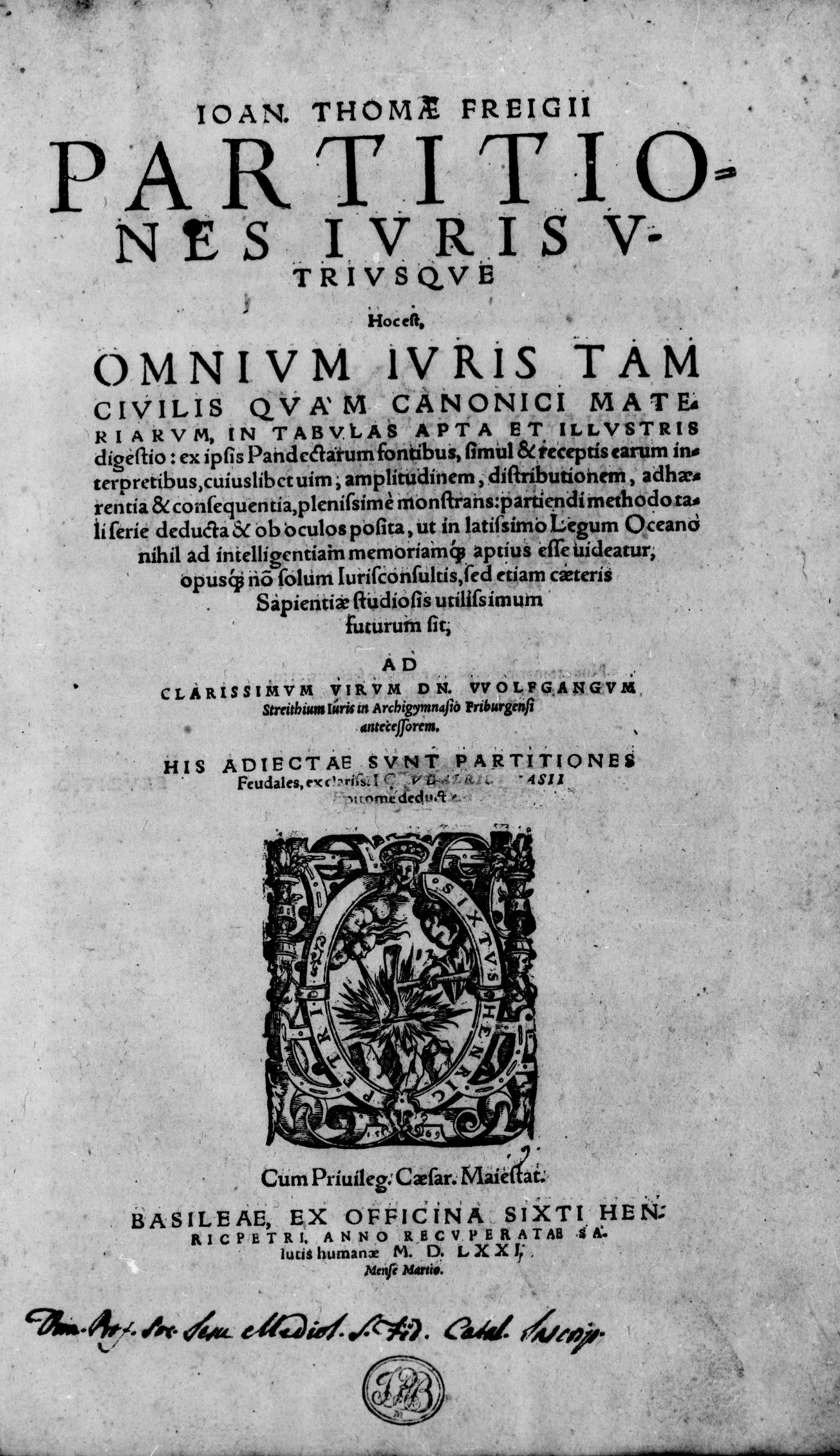
Partitiones iuris utriusque, 1571

- Trium artium logicarum schematismi. 1568.
- Partitiones iuris utriusque ( la ). Sixtus Henricpetri, Bazel 1571.
- Quaestiones και δειλιναι seu logicae et ethicae. Bazel 1574.
- Ciceronianus. 1575.
- Quaestiones physicae. 1576.
- Quaestiones oeconomicae et politicae. 1578.
- Retorica, poetica, logica in usum rudiorum. 1580.
- Grammatica Graeca en Latina. 1580.
- Quaestiones geometrische. 1583.